# ホン・リナ
ホン・リナ（洪利奈、1968年2月7日 - ）は、韓国の女優である。
ソウル特別市出身。身長170cm、体重49kg、血液型A型。1987年、MBCドラマ「青い教室」でデビューした。
2006年2月18日在米同胞事業家と米国で結婚式を挙げ、9月に子供を出産した。
日本では宮廷女官チャングムの誓いに登場する主人公長今（チャングム）のライバル・クミョン役で著名となった。

## 出演作品

### 映画
- 人生は何　客観式試験か（1991年）カン・グヨン（姜九研）役
- 我すでにお前を忘れり（1992年）オ・テヨン（呉泰永）役
- 父（1997年）

### ドラマ
MBC
- 青い教室（1987年）
- 秋にきたお客さん（1987年）
- チョグァンジョ（1987年）
- 姉妹たち（1987年）
- ミステリーメロ危険な選択（1987年）
- 夫の女 （1987年）
- 一月（1987年）
- 愛するあなた（1987年）
- 二人の女（1987年）
- 虹将軍（1987年）
- 総合病院（1994年）
- 息子の女 （1994年）スクヒャン役
- 山（1996年）タヒ役
- 未妄（1996年）
- 大王の道（1998年）ヘビン（恵嬪洪氏）役
- 宮廷女官チャングムの誓い（2003年）チェ・グミョン（崔今英）役

KBS
- 野望の歳月（1989年）
- 姉の鏡 （1999年）
- 帝国の朝 （2002年） ムンゴン王妃役

SBS
- それでも好き（2001年）イ・ギョンファ役
- まじめに生きろ（2003年）シッコム イ・リナ役
- 妻の反乱（2004年）チャン・ジネ役

## 受賞歴
- MBC演技大賞 特別賞
- KBS演技大賞 新人賞